# Neqlan
Neqlan (persiska: نقلان) är en ort i Iran. Den ligger i provinsen Östazarbaijan, i den nordvästra delen av landet. Närmaste större samhälle är Torkmanchay, 19 km åt väster. Neqlān ligger 1 358 meter över havet.